# 박계동
박계동(朴啓東, 1952년 12월 20일 ~ , 경남 산청)은 대한민국의 정치인, 기업인이다. 
14대, 17대 국회의원을 지냈으며 한국택시협동조합의 이사장에 재직중 총회에서 조합원들의 투표로 2018년 4월20일 탄핵 가결로 해임됐다. 종교는 천주교이며, 세례명은 스테파노이다.
민주당 의원 시절인 1995년 10월 평소 알고 지내던 고교 1년 후배로부터 노태우 前 대통령의 비자금 300억원에 대한 제보를 받아 국회에서 이를 폭로했고, 이는 전직 대통령 구속이라는 초유의 사태로 이어졌다. 그 뒤 재선 국회의원을 거쳐 국회사무총장을 지냈다.

## 생애

### 생애 초기
1952년 경남 산청에서 태어났다. 서울전농초등학교, 보성중학교, 보성고등학교를 졸업하고 고려대학교 정치외교학과에 진학하였다. 1974년 아시아 청년회의에 한국 대표로 참석하였다.

### 초선 국회의원 시절
고려대 재학시절 학생운동에 투신해 김대중 내란음모사건으로 옥고를 치르기도 했고, 이 후 민청련, 전민련 등 재야단체의 대변인으로 활동하였다. 한편 노태우 정부 시절 그는 국군보안사령부의 사찰대상 중 한사람이 되어 노태우 정부로부터 감시당하였는데, 1990년 10월 4일 오후6시40분쯤 외국어대 재학 중 민학투련 출신이었던, 탈영병 윤석양 이병의 폭로에 의해 밝혀졌다. 윤석양은 탈영후 서울시 연지동 기독교회관 7층 한국기독교교회협의회 인권위원회 사무실에서 「양심선언」을 통해 탈영당시 보안사에서 갖고나온 동향파악대상자 개인색인표 신상철,이들 내용이 입력된 컴퓨터디스킷을 공개했다. 1992년 14대 총선을 앞두고 민주당에 영입되어 강서구 갑에 출마해 당선되었다.
1993년 고려대학교 정치외교학과를 졸업했다. 1995년 경실련으로부터 경제정의실천시민상을 수여받았다.

### 문민정부, 국민의 정부 시절
이 후 1995년 대정부 질문에서 노태우 전 대통령의 4000억 비자금설을 질문해 유명세를 타게 되었다. 이는 1994년 서석재 총무처 장관이 일찌감치 제기한 것이었으나 민정계의 반발로 인해 서 장관이 경질되면서 수면 아래로 가라앉은 것이었으나, 박계동이 다시 제기함으로써 사회와 정계에 충격을 주었다.
박계동이 정보를 입수하게 된 계기는 95년 10월 민주당 박계동의원이 평소 알고 지내던 고교 1년 후배로부터 노태우전대통령의 비자금 300억원에 대한 제보를 받아 국회에서 이를 폭로했던 것이다.
박계동의 폭로를 들은 전두환은 태연히 등산을 가는 등의 무반응으로 대응하고, 노태우는 해외순방 출국 길에 "그러한 일은 있을 수 없다"라고 주장하면서 박계동을 강력하게 비판했으나, 검찰 수사로 인해 이것이 사실로 밝혀지자 사회 전반으로 충격이 확산되었고, 전두환과 노태우는 구속되어 법정에 서게 되었다. 그는 이로 인해 NGO 경제정의실천시민연합의 경제정의실천 시민상을 수상하는 등 유명세를 탔으나, 1996년의 15대 총선에서 차점낙선하고 이기택 당 총재의 노선을 비판하며 노무현, 원혜영, 제정구와 국민통합추진회의(일명 통추)를 결성해 야권 통합 및 독자적 대통령후보 추대를 추진한다.
그는 15대 총선에서 낙선한 뒤 노무현, 김원웅과 함께 음식점 《하로동선》을 1년간 운영했다.
1998년 5·18 광주 민주화 유공자 표창을 받았다.

### 한나라당 시절
1997년 대한민국 제15대 대통령 선거를 앞두고 노무현, 원혜영은 김대중의 국민회의에 입당하나, 그는 국민회의 입당파를 2김에게 굴복했다고 주장하며 통합민주당과 신한국당의 합당으로 만들어진 한나라당에 입당한다. 그러나 15대 총선 당시 합동연설에서 김대중 대통령을 비판한 것 때문에 선거권을 박탈당하고 16대 총선에 불출마 한 뒤 택시 운전사와 라디오 DJ로 활동하는 고달픈 시기를 보낸다. 하지만 17대 총선에서 탄핵 후폭풍과 뒤늦은 공천에도 불구하고 송파구 을에서 당선되면서 재기한다.
하지만 2005년 민주평화통일자문회의 행사에서 대학선배 이재정 통일부장관에게 폭언을 해 물의를 빚어 윤리적 문제가 드러나 친 이명박 계열임에도 18대 총선 공천에서 탈락하는 수모를 당했다. 그 후 야당의 낙하산 인사라는 비판에도 불구하고 국회사무총장에 임명되었고, 2010년 6월 임기를 끝마쳤다.

### 퇴임 이후
퇴임이후 한국택시협동조합을 설립하여 이사장으로 재직중이다
지난 4월 20일 총회에서 해임투표 가결로 현재는 이사장직에서 물러났다

## 전과
- 밀항단속법위반, 계엄법위반: 징역 1년 - 1982년 11월 2일 선고[4]
- 소요, 집회및시위에관한법률위반: 징역 2년, 집행유예 3년 - 1988년 11월 25일 선고[4]
- 공직선거및선거부정방지법위반: 벌금 600만원 - 1998년 6월 30일 선고[4]
- 명예훼손: 벌금 300만원 - 2008년 8월 12일 선고[4]
- 협동조합기본법위반: 벌금 200만원 - 2016년 12월 8일 선고[4]
- 협동조합기본법위반: 벌금 500만원 - 2018년 12월 19일 선고[4]
- 협동조합기본법위반: 벌금 500만원 - 2019년 11월 20일 선고[4]

## 학력
- 서울전농국민학교 졸업
- 보성중학교 졸업
- 보성고등학교 졸업
- 고려대학교 정경대학 정치외교학 학사

## 평가
시민사회단체에서는 박계동이 1994년경 전두환·노태우 두 전직 대통령의 뇌물 수수와 비자금 조성을 폭로한 용기를 높이 평가하고 있으며, 두 전직 대통령의 뇌물 수수와 비자금 조성 폭로가 곧 신군부 사건과 12·12 군사 반란, 5·18 광주 민주화 운동 등의 재수사의 활로를 열고 길을 제공하였다는 것에 높이 평가한다. 그러나 일부 보수세력으로부터는 규탄과 함께 배신자 라는 노골적인 배척과 비판을 당하기도 하였다.
박계동은 이명박 대통령의 대통령선거의 중요 이슈였던 BBK 의혹에 이명박 대통령의 결백을 주장하였다. 또한 2009년 국회 사무총장을 맡고 있을 때 절대다수 의석을 차지하고 있던 한나라당에 의해 미디어법이 날치기 상정되었는데, 재투표의 합법성 여부, 대리투표 여부를 둘러싸고 여야가 극한으로 대립하였다. 민주당이 한나라당 의원들의 대리투표를 입증하기 위해 국회사무처에 회의장 CCTV자료를 요구했을 때, 국회사무처 측은 "개인자료"라는 이유로 거부하였다. 상술한 사건 외에도 다수의 사건을 통해 박계동은 진보세력에게 변절자로 비판받고 있다. 일각에서는 한때 꼬마민주당 시절 동지이자 '하로동선' 동업자이기도 했던 노무현 전 대통령에 대한 시기와 질투로 인한 변절이 아닌가 하는 평가도 받고 있다.

## 역대 선거 결과
|  | 33.93% |

|  | 29.88% |

|  | 49.32% |

|  | 4.03% |

## 소속 정당
| 소속 정당 | 소속 정당  | 소속 기간 | 비고      |
| --------- | ---------- | --------- | --------- |
|           | 평화민주당 | 1988~1990 | 정계 입문 |
|           | 무소속     | 1990~1992 | 탈당      |
|           | 민주당     | 1992~1995 | 복당      |
|           | 통합민주당 | 1995~1996 | 합당      |
|           | 민주당     | 1996~1997 | 당명 변경 |
|           | 한나라당   | 1997~2008 | 합당      |
|           | 무소속     | 2008~2010 | 탈당      |
|           | 한나라당   | 2010~2012 | 복당      |
|           | 새누리당   | 2012      | 당명 변경 |
|           | 무소속     | 2012      | 탈당      |
|           | 국민생각   | 2012      | 창당      |
|           | 무소속     | 2012~2022 | 정당 해산 |
|           | 국민의당   | 2022      | 입당      |
|           | 국민의힘   | 2022~현재 | 합당      |

## 같이 보기
- 강서구 갑
- 서울 강서구의 국회의원
- 송파구 을
- 서울 송파구의 국회의원
- 대한민국의 국회사무총장